# Hrabstwo Cass (Missouri)
Hrabstwo Cass (ang. Cass County) – hrabstwo w stanie Missouri w Stanach Zjednoczonych. Obszar całkowity hrabstwa obejmuje powierzchnię 702,67 mil2 (1 820 km²). Według danych z 2010 r. hrabstwo miało 99 478 mieszkańców. Hrabstwo powstało w 1835 roku jako hrabstwo Van Buren (ang. Van Buren County). W 1848 roku zmieniono jego nazwę na cześć Lewisa Cassa – senatora stanu Michigan, 22. sekretarza stanu Stanów Zjednoczonych oraz kandydata na prezydenta.

## Sąsiednie hrabstwa
- Hrabstwo Jackson (północ)
- Hrabstwo Johnson (wschód)
- Hrabstwo Henry (południowy wschód)
- Hrabstwo Bates (południe)
- Hrabstwo Miami (Kansas) (zachód)
- Hrabstwo Johnson (Kansas) (północny zachód)

## Miasta
- Archie
- Belton
- Cleveland
- Creighton
- Drexel
- East Lynne
- Freeman
- Garden City
- Harrisonville
- Kansas City
- Lake Annette
- Lake Winnebago
- Lee’s Summit
- Peculiar
- Pleasant Hill
- Raymore
- Strasburg

## Wsie
- Baldwin Park
- Gunn City
- Loch Lloyd
- Martin City (CDP)
- Riverview Estates
- West Line